# ویکتور اسمیرنوف
ویکتور اسمیرنوف (انگلیسی: Viktor Smyrnov؛ زادهٔ ۲ august ۱۹۸۶ (۳۸ سال)) ورزشکار ورزش شنا اهل اوکراین است.
وی در مسابقات کشوری و بین‌المللی در مجموع برندهٔ ۸ مدال طلا، ۵ مدال نقره، ۱۰ مدال برنز شده‌است.